# Ischnochiton sansibarensis
Ischnochiton sansibarensis är en blötdjursart som beskrevs av Thiele 1910. Ischnochiton sansibarensis ingår i släktet Ischnochiton och familjen Ischnochitonidae. Inga underarter finns listade i Catalogue of Life.